# Azbukinia ferruginea
Azbukinia ferruginea är en svampart som först beskrevs av Karl Wilhelm Gottlieb Leopold Fuckel, och fick sitt nu gällande namn av Lar.N. Vassiljeva 1989. Azbukinia ferruginea ingår i släktet Azbukinia, divisionen sporsäcksvampar och riket svampar.   Inga underarter finns listade i Catalogue of Life.